# 魏格纳陨击坑
魏格纳陨击坑（Wegener）是火星阿耳古瑞区的一座撞击坑，其中心坐标位于南纬64.6度、西经4度处，直径68.51公里（42.57英里）。该特征取名自德国地球物理学家暨气象学家、极地研究者、大陆漂移说创始人阿尔弗雷德·洛塔尔·魏格纳(1880年-1930年），1973年被国际天文联合会行星系统命名工作组批准接受。

## 描述

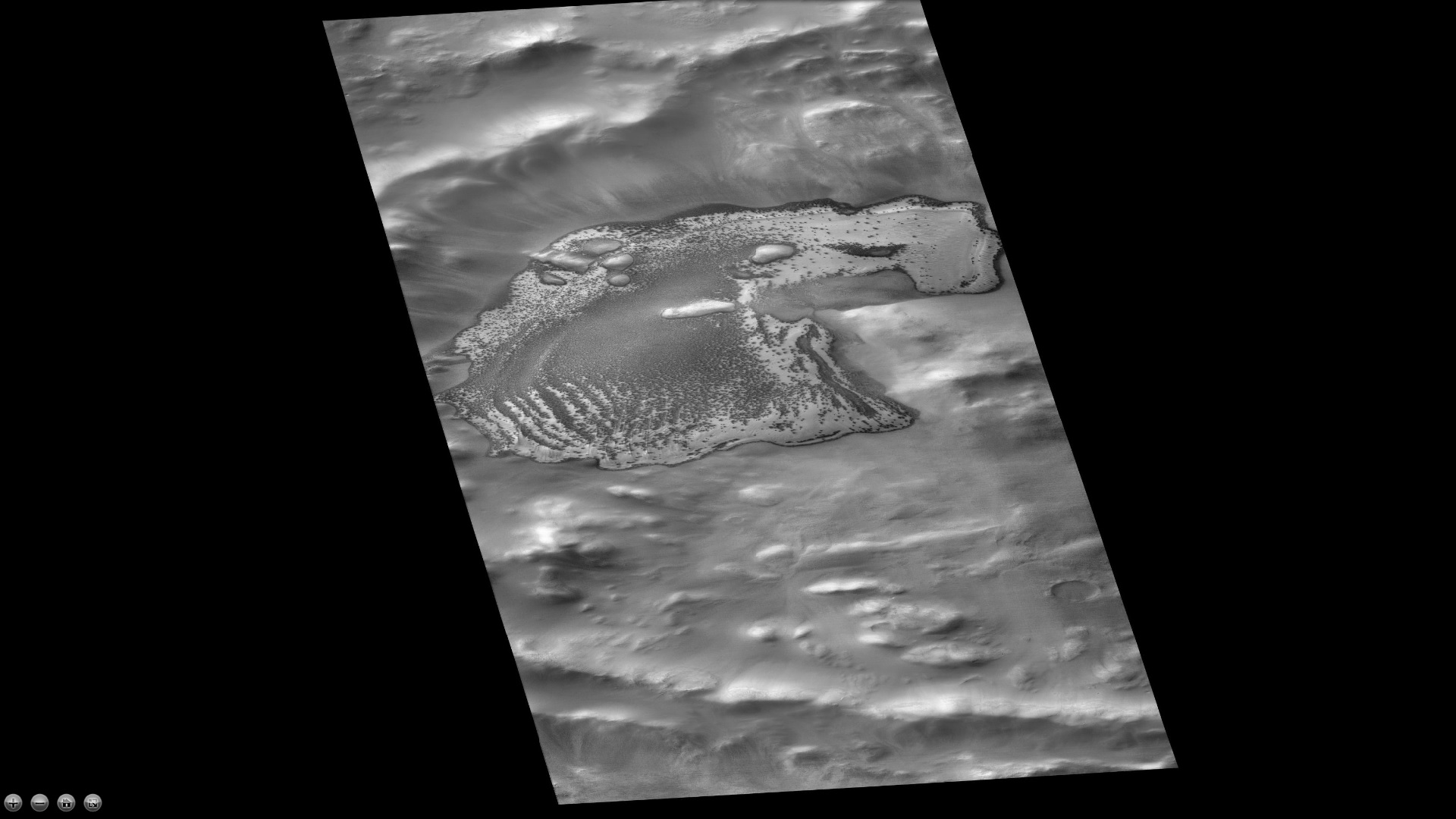
火星勘测轨道飞行器背景相机拍摄的魏格纳陨击坑。

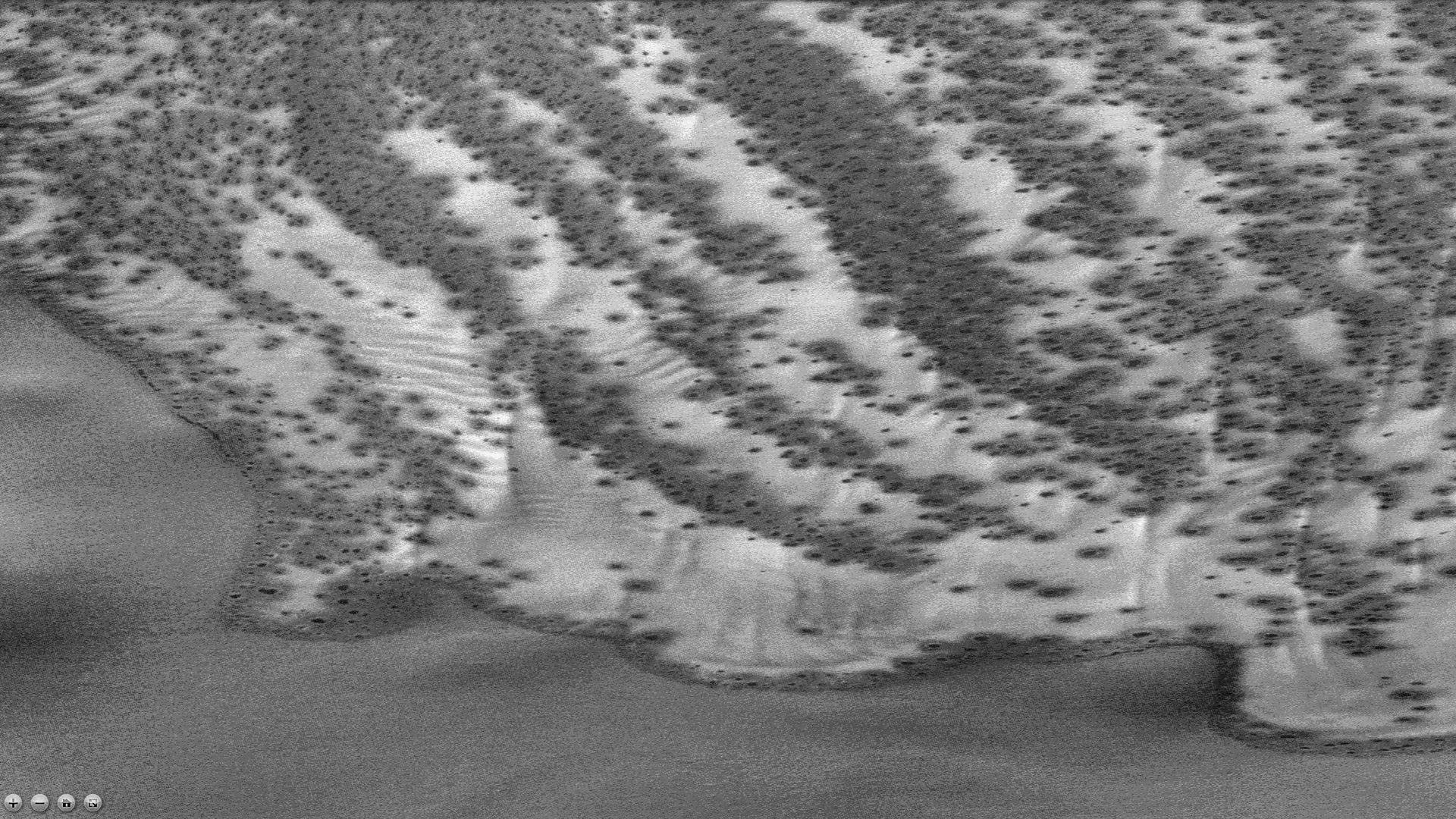
坑内正在化霜的沙丘，黑点处是霜冻消失后露出的黑色沙丘，这是前一幅图像的放大。

黑斑出现在火星高纬度地区的沙丘上，在这些地方，矿物颗粒可能被一层薄薄的水膜覆盖，这将会抑止矿物的化学风化，并可能有助于潜在火星生物的生存。研究表明，在某些时间和地点，火星表面可能存在水薄膜。在一些地区，液态水薄膜可能会在一天中较温暖时段连续出现38个火星日。黑斑会出现在火星更高纬度的沙丘上。
有时在这些斑点附近会形成间歇泉，它们呈现两种主要特征（黑色沙丘斑和蜘蛛状细沟），出现于火星初春时节被二氧化碳（CO2或“干冰”）所覆盖的区域，主要分布于沙丘脊和沙坡上。到初冬时就会消失，这种黑斑通常为圆形的，但出现在斜坡上时，通常会拉长。
在某些地区，随着春季阳光的增强，二氧化碳气体喷流将黑色尘埃喷射到空气中。这种暗尘会增加对阳光的吸收，并导致温度上升到水在那里可以短暂地存在。

## 另请查看
- 火星撞击坑